# كريشنيك كراسنيكي
كريشنيك كراسنيكي (بالنرويجية البوكمول: Kreshnik Krasniqi)‏ هو لاعب كرة قدم نرويجي في مركز الوسط، ولد في 22 ديسمبر 2000 في هونفوس في النرويج. لعب مع Hønefoss BK ‏.

## وصلات خارجية
- كريشنيك كراسنيكي على موقع اتحاد النرويج (النرويجية)
- كريشنيك كراسنيكي على موقع قاعدة بيانات كرة القدم.إي يو (الإنجليزية)
- كريشنيك كراسنيكي على موقع Soccerway.com (الإنجليزية)